# متلازمة الهذيان المتحمس
الهذيان المتحمس ، المعروف أيضًا باسم الهذيان المضطرب ، هو حالة تتميز أعراضها بالإثارة الحركية النفسية و الهذيان و التعرق.  وقد تشمل محاولات العنف أيضا، واستعمال القوة غير المتوقعة ، و الارتفاع الشديد في درجة حرارة الجسم .  قد تشمل المضاعفات انهيار العضلات أو ارتفاع مستوى البوتاسيوم في الدم . 
غالبًا ما يرتبط السبب الرئيسي وراءهابتعاطي المخدرات على المدى الطويل أو المرض العقلي .  وتشمل المخدرات الشائعة المتسببة في الحالة: الكوكايين ، والميثامفيتامين ، أو بعض الكاثينونات المستبدلة .  بالنسبة لأولئك الذين يعانون من مرض عقلي، فإن التوقف السريع عن تناول الأدوية مثل مضادات الذهان قد يؤدي إلى ظهور هذه الحالة.  ويعتقد أن الآلية الأساسية للمرض تنطوي على خلل في نظام الدوبامين في الدماغ.  يتم التعرف على التشخيص من قبل الكلية الأمريكية لأطباء الطوارئ ولكنه غير موجود في الدليل التشخيصي والإحصائي للاضطرابات العقلية أو التصنيف الدولي للأمراض .  
يشمل العلاج في البداية أدوية لتخدير الشخص مثل الكيتامين أو الميدازولام و الهالوبيريدول التي تُحقن في العضلات .  و قد يكون التبريد السريع مطلوبًا عند الأشخاص الذين يعانون من ارتفاع درجة حرارة الجسم.  أما التدابير الداعمة الأخرى مثل السوائل الوريدية وبيكربونات الصوديوم قد تكون مفيدة كذلك.  خطر الوفاة بين المصابين أقل من 10٪.  إذا حدث الموت فإنه عادة ما يكون مفاجئا وقلبيا في طبيعته . 
كم عدد مرات الإصابة بالحالة غير معروف.  لكن، يتأثر الذكور في كثير من الأحيان أكثر من الإناث.  كما أن أولئك الذين يموتون بسبب هذه الحالة هم عادةً من الذكور بمتوسط عمر 36 عامًا.  غالبًا ما تستخدمت قوات إنفاذ القانون مسدسات الصعق أو التدابير البدنية للسيطرة على هذه الحالات.  وُصِفَت حالة مماثلة في القرن التاسع عشر وتمت الإشارة إليها باسم " هوس بيل".  و لم يدخل مصطلح "متلازمة الهذيان المتحمس" حيز الاستخدام حتى الثمانينيات. 